# هوغو فينزيل
هوغو فينزيل (بالألمانية: Hugo Wenzel)‏ هو حدّاد وسياسي ألماني، ولد في 1891 في بولندا، وتوفي في 1940 في ألمانيا. حزبياً، نشط في الحزب الديمقراطي الاجتماعي الألماني.